# Gotha G.VII
Il Gotha G.VII era un bombardiere strategico pesante biplano prodotto dall'azienda tedesco imperiale Gothaer Waggonfabrik negli anni dieci del XX secolo.
Sviluppo del precedente G.VI, rimasto allo stadio di prototipo e dal quale si distingueva solo per minimi particolari nella fusoliera e per la motorizzazione adottata, venne utilizzato principalmente dalla Luftstreitkräfte, la componente aerea del Deutsches Heer (l'esercito imperiale tedesco), nelle azioni di bombardamento durante la prima guerra mondiale.

## Storia del progetto
Nelle ultime fasi della prima guerra mondiale, le mutate esigenze nella strategia di guerra aerea costrinsero i vertici militari tedeschi a privilegiare operazioni di bombardamento tattico a quelle di bombardamento strategico fino ad allora ritenute più efficaci. I velivoli dovevano quindi cambiare le proprie caratteristiche abbandonando una struttura pesante e dimensioni generose per una cellula più snella che permetteva una maggiore velocità pur a scapito della quantità totale di materiale bellico da caduta permettendo nel contempo una migliore capacità nella secondaria missione di ricognizione aerea.
La Gothaer Waggonfabrik dopo aver sviluppato il G.VI, un velivolo che si scostava dalla precedente linea di bombardieri pesanti che caratterizzarono l'iniziale produzione ma che rimase allo stadio di prototipo, sfruttò l'esperienza acquisita nel progettare il suo successore, il G.VII, del quale conservava l'impostazione bimotore, in configurazione traente, e velatura biplana come richiesto dalle specifiche Idflieg. Tuttavia il nuovo modello abbandonava la postazione del puntatore che nei precedenti modelli era collocata in un abitacolo aperto all'apice anteriore della fusoliera per una soluzione a "naso accorciato" caratterizzato da una corta punta conica per favorire la penetrazione aerodinamica.
Essendosi liberata l'area anteriore impegnata dai dischi delle eliche fu possibile avvicinare i due motori all'asse longitudinale del velivolo minimizzando quindi gli effetti di spinta asimmetrica in caso di guasto ad uno dei due propulsori. Venne inoltre riposta particolare cura nel progettare le gondole motore, anch'esse ricercando il migliore profilo per diminuire la superficie frontale a vantaggio delle prestazioni.
L'Idflieg approvò l'avvio della produzione in serie emettendo una richiesta di fornitura per circa 250 esemplari, 50 dalla Gotha, 50 dalla LVG e 150 dall'Aviatik. Il termine delle ostilità però bloccò la produzione ed il totale si attestò su circa 20 unità di costruzione LVG ed Aviatik.

## Impiego operativo
Prima del termine del conflitto alcuni esemplari riuscirono ad essere consegnati ai reparti della Luftstreitkräfte e k.u.k. Luftfahrtruppen dove svolsero presumibilmente un limitato servizio operativo.
Uno dei G.VII sopravvissuti alla distruzione imposta dalle nazioni vincitrici venne impiegato brevemente dal servizio aeronautico delle forze armate della neofondata Repubblica Popolare Ucraina prima di essere sequestrato dalla Cecoslovacchia, dove venne utilizzato dalla Češkoslovenske Letectvo per un breve periodo.

## Utilizzatori
Austria-Ungheria
- k.u.k. Luftfahrtruppen

 Cecoslovacchia
- Češkoslovenske Letectvo

 Germania
- Luftstreitkräfte

 Repubblica Popolare Ucraina